# K7리그 서울
K7리그 서울(K7 League Seoul)은 대한민국 서울특별시의 아마추어 축구리그이다.

## 역사
2017년에 '디비전-7 서울특별시 리그'라는 이름으로 시작되었다. 2019년 K5리그 출범 이후 K7리그라는 현재 이름으로 대회가 진행되고 있다.

## 우승

### 시즌별 우승팀
| 시즌 | 우승 | 우승 | 우승 | 우승 | 우승 | 우승 |
| ---- | ---- | ---- | ---- | ---- | ---- | ---- |
| 2017 |      |      |      |      |      |      |
| 2018 |      |      |      |      |      |      |
| 2019 |      |      |      |      |      |      |
| 2020 |      |      |      |      |      |      |

## 같이 보기
- K7리그